# Aeroportul Badajoz
Aeroportul Badajoz (IATA: BJZ, ICAO: LEBZ) este un aeroport din Badajoz, Provincia Badajoz, Extremadura, Spania ce deservește zona Badajoz. Aeroportul a fost tranzitat în 2022 de 65.564 de pasageri. A fost deschis în 1954 și numit după zona deservită.
Situat la o altitudine de 185 m, aeroportul dispune de 1 pistă. Este operat de Aena⁠(d).

## Infrastructură

### Piste
Aeroportul dispune de o singură pistă. Pista 13/31 are suprafața de asfalt și dimensiunile 2.852 m × 60 m. 